# Liste der Naturdenkmale in Brandis

Wappen von Brandis

Lage von Brandis

In der Liste der Naturdenkmale in Brandis werden die Einzel-Naturdenkmale, Geotope und Flächennaturdenkmale in der Gemeinde Brandis im Landkreis Leipzig und ihren Ortsteilen Beucha, Kleinsteinberg, Polenz, Waldsteinberg und Wolfshain aufgeführt.
Bisher sind laut der angegebenen Quellen 4 Einzel-Naturdenkmal, 0 Geotope und 2 Flächennaturdenkmale bekannt und hier aufgelistet.
Die Angaben der Liste basieren auf Daten der Bekanntmachungs-Seite des Landkreises und den Daten auf dem Geoportal des Landkreises Leipzig.

## Definition
„Gesetz über Naturschutz und Landschaftspflege (BNatSchG), § 28 Naturdenkmäler:
 Naturdenkmäler sind rechtsverbindlich festgesetzte Einzelschöpfungen der Natur oder entsprechende Flächen bis zu fünf Hektar, deren besonderer Schutz erforderlich ist
1. aus wissenschaftlichen, naturgeschichtlichen oder landeskundlichen Gründen oder
2. wegen ihrer Seltenheit, Eigenart oder Schönheit.“

„SächsNatSchG, § 18 Naturdenkmäler (zu § 28 BNatSchG):
1. Die Erklärung nach § 22 Abs. 1 BNatSchG von Teilen von Natur und Landschaft als Naturdenkmal erfolgt durch Rechtsverordnung oder Einzelanordnung.
2. Über § 28 Abs. 1 BNatSchG hinaus können Naturdenkmäler zur Sicherung von Lebensgemeinschaften oder Lebensstätten von im Bestand gefährdeten oder streng geschützten Arten festgesetzt werden.“

## Legende
- Bild: zeigt ein vorhandenes Foto des Naturdenkmals.
- ND/GEO/FND-Nr: zeigt die jeweilige Nr. des Objekts – ND (Einzel-)Naturdenkmal, GEO Geotope oder FND (Flächen-Naturdenkmal)
- Beschreibung: beschreibt das Objekt näher
- Koordinaten: zeigt die Lage auf der Karte
- Quelle: Link zur Referenzquelle

## (Einzel-)Naturdenkmale (ND)
| Bild           | ND-Nr. | Ortsteil       | Alter | Beschreibung | Koordinaten                                        | Quellen                       |
| -------------- | ------ | -------------- | ----- | --- | -------------------------------------------------- | ----------------------------- |
| Bild gesucht   | ND 13  | Brandis        | unb.  | Buche im Park von Schloss Brandis | 51° 19′ 55″ N, 12° 36′ 27″ O (Flurstück-Nr. 204/1) | SG Naturschutz: VO 2013-09-03 |
| Weitere Bilder | ND 14  | Waldsteinberg  | unb.  | Stieleiche (sog. Muttereiche) in Brandis-Waldsteinberg, neben Naundorfer Straße am Kohlenberg-Teich                                            | 51° 19′ 16″ N, 12° 35′ 53″ O (Flurstück-Nr. 226 y) | SG Naturschutz: VO 2001-03-01 |
| Weitere Bilder | ND 15  | Brandis        | unb.  | Rotbuche (Fagus sylvatica) am Kohlenberg, am Osthang im Forst Brandis * Zustand der Buche ist sehr stark beschädigt, wahrscheinlich absterbend | 51° 18′ 55″ N, 12° 36′ 57″ O (Flurstück-Nr. 483 I) | SG Naturschutz: VO 2001-03-01 |
| Weitere Bilder | ND 16  | Kleinsteinberg | unb.  | Gerichtslinde Kleinsteinberg (neben Gefallenendenkmal)                                                                                         | 51° 18′ 57″ N, 12° 34′ 51″ O (Flurstück-Nr. 137/9) | SG Naturschutz: VO 2013-09-03 |

## Flächennaturdenkmale
| Bild           | FND-Nr.  | Name                                                         | Beschreibung | Verordnet  | Fläche    | Koordinaten                  | Quellen                        |
| -------------- | -------- | ------------------------------------------------------------ | --- | ---------- | --------- | ---------------------------- | ------------------------------ |
| Weitere Bilder | l_la: 16 | Kuhtränke Polenz                                             | Feuchtbiotop und Hainwald neben S45 von Ammelshain nach Polenz im südlichen Anschluss zum Waldgebiet Planitzwald, nördlich vom NSG Haselberg-Straßenteich und südöstlich vom NSG Polenzwald, Teilfläche vom EU-Vogelschutzgebiet "Laubwaldgebiete östlich Leipzig" (DE4641451) | 19.12.1986 | 21.685 m² | 51° 18′ 19″ N, 12° 39′ 15″ O | Beschluss RdK Wurzen 127-26/86 |
| Weitere Bilder | l_la: 78 | Standort der Sibirischen Schwertlilie im Staatsforst Naunhof | Schutzareal am Standort der Sibirische Schwertlilie (Iris sibirica) an der Mündung des Lehnsgraben in die Faule Parthe im Südhang des Kohlenberg, im südlichen Teil von Forst Brandis                                                                                          | 31.03.1976 | 3.549 m²  | 51° 18′ 18″ N, 12° 36′ 35″ O | Beschluss RdK Wurzen 32-7/76   |